# Wang Fu (pintor)
En aquest nom xinès, el cognom és Wang (王).
Wang Fu (xinès simplificat: 王绂; xinès tradicional: 王紱; pinyin: Wáng Fú), també conegut com a Mengduan, Youshi i Aoshou, fou un pintor, poeta i cal·lígraf xinès que va viure sota la dinastia Ming. Va néixer a Wuxi, província de Jiangsu vers l'any 1362 i va morir el 1416, Va residir a Nanjing on va treballar temporalment de bibliotecari i dibuixant de documents.
Wang Fu va destacar com a paisatgista i pintor de bambús fets amb tinta. El seu estil estava inspirat en el de Wang Meng i en el de Ni Zan. Les seves obres es caracteritzen per un toc desinhibit i lliure, essent considerat un dels millors artistes del seu temps. Un dels seus seguidors va ser Shen Chou vinculat a l'”Escola Wu de Pintura”. De les seves obres més destacades figuren: “Alegries de un pescador”, “Lletrat contemplant flors de prunera am neu”, Tres bambús sota la pluja” i “Arbre solitari”. Hi ha pintures seves, entre altres centres al Fogg Art Museum de Cambridge, al Metropolitan Museum of Art de Nova York, al Museu d'Art d'Osaka, al Museu del Palau de Pequín, al Museu Nacional del Palau de Taipei, al Museu de Xangai i al Museu Yurinkan de Kyoto.